# Kirbya moerens

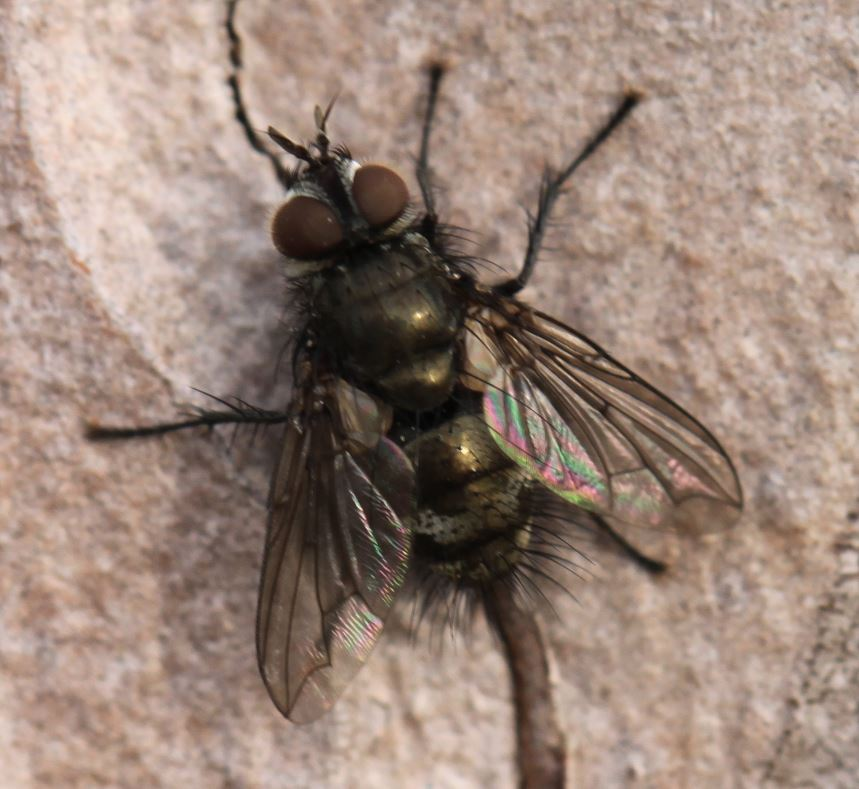
Kirbya moerens

Kirbya moerens ist ein Zweiflügler aus der Familie der Raupenfliegen (Tachinidae).  

## Merkmale
Kirbya moerens erreicht eine Körperlänge von 5–8 mm. Die dunkel gefärbten Fliegen besitzen schwarze Borsten. Die transparenten Flügel besitzen eine dunkle Flügeladerung, die mehrere Zellen über Dreiviertel der Flügellänge einrahmt. Markant für die Art sind die weißen Lappen unterhalb der Flügel.

## Verbreitung
Kirbya moerens kommt in der Paläarktis vor. Ihr Verbreitungsgebiet reicht vom europäischen Mittelmeerraum (Iberische Halbinsel, Südfrankreich, Italien) bis in den Mittleren Osten (Iran). In Mitteleuropa findet man die Fliegenart hauptsächlich in wärmeren Regionen. 

## Lebensweise
Den typischen Lebensraum von Kirbya moerens bilden Waldränder und Wiesen. Kirbya moerens gehört zu den ersten Fliegenarten, die man im Frühjahr beobachten kann. Die Flugzeit dauert gewöhnlich von Ende März bis Mai. Kirbya moerens gehört zur Unterfamilie Dexiinae, deren Vertreter ihre Eier an verschiedenen Insekten ablegen und deren geschlüpfte Larven sich innerhalb des entsprechenden Wirts entwickeln. Die Frage, welche Wirte konkret von Kirbya moerens genutzt werden, ist noch ein offenes Forschungsgebiet.